# The Pipes o' Pan
The Pipes o' Pan é um filme mudo norte-americano de 1914, do gênero drama, dirigido por Joe De Grasse e estrelado por Lon Chaney. O filme é agora considerado perdido.

## Elenco
- Pauline Bush - Marian
- Joe King - Stephen Arnold
- Carmen Phillips - Caprice
- Lon Chaney - Arthur Farrell